# Wild Horses (Beverly Hills, 90210)
Wild Horses is de veertiende aflevering van het derde seizoen van het tienerdrama Beverly Hills, 90210, die voor het eerst werd uitgezonden op 18 november 1992.

## Verhaal
Op zijn reis ontmoet Dylan de mooie Anne, een rijke vrouw die op een ranch leeft. Hij blijft bij haar overnachten en krijgt in zijn korte verblijf een intieme band met haar. Ondertussen begint Brandon meer over Nikki's wilde verleden te leren als haar ex-vriend Diesel in de stad komt. Hij is de zanger van een hardrockband en heeft een slechte invloed op haar.
Hoewel Brandon hoopt dat Nikki zich niet opnieuw laat beïnvloeden door hem, begint Nikki weer slechte dingen te doen en laat Brandon stikken. Donna is ondertussen druk bezig met het herstellen van Brenda en Kelly's vriendschap, aangezien ze er middenin zit. Als Steve bedreigd wordt door zijn conciërge, probeert hij Herbert er onsuccesvol van te overhalen de schuld op zich te nemen.

## Rolverdeling
- Jason Priestley - Brandon Walsh
- Shannen Doherty - Brenda Walsh
- Jennie Garth - Kelly Taylor
- Ian Ziering - Steve Sanders
- Gabrielle Carteris - Andrea Zuckerman
- Luke Perry - Dylan McKay
- Brian Austin Green - David Silver
- Tori Spelling - Donna Martin
- Carol Potter - Cindy Walsh
- James Eckhouse - Jim Walsh
- Dana Barron - Nikki Witt
- David Arquette - Dennis 'Diesel' Stone
- Alice Krige - Anne Berrisford
- Denise Dowse - Mrs. Yvonne Teasley
- Jeff Doucette - Hudge
- Cory Tyler - Herbert Little